# Сватонь, Ежи
Ежи Сватонь (пол. Jerzy Swatoń; 24 мая 1947, Цешин — 4 июля 2024) — польский инженер и политик, министр окружающей среды в 2004–2005 годах. 

## Биография
Выпускник 1-го лицея им. Антония Осуховского в Цешине и Пражского экономического университета, где он также закончил докторантуру в области организации и управления (без защиты диссертации). Он также окончил факультет автоматизации, электроники и информатики Силезского технологического университета в Гливице.
В 1970—1989 годах состоял в Польской объединённой рабочей партии. С 1971 по 1988 год он работал, в частности, в качестве инструктора Высшей технической организации, преподавателя и постоянного активиста Союза польских студентов и Социалистического союза польских студентов. Затем до 1993 года работал в Катовицком воеводском управлении.
В 2001—2004 годах (с перерывом в несколько месяцев в 2002 году) был членом наблюдательного совета банка Bank Ochrony Środowiska. Он занимал должность президента правления Воеводского фонда охраны окружающей среды и водного хозяйства в Катовице, а в 2002—2003 годах был его вице-президентом. В 2003—2004 годах он был заместителем председателя правления, а затем президентом правления Национального фонда охраны окружающей среды и водного хозяйства. Со 2 мая 2004 по 25 апреля 2005 года он занимал пост министра окружающей среды в правительстве Марека Бельки. В 2008 году стал директором одного из департаментов Национального фонда охраны окружающей среды и водного хозяйства.
Он принадлежал к Ордынацкой ассоциации и Польскому экологическому клубу.
В 2000 году получил Золотой Крест Заслуги.
Умер 4 июля 2024 года в возрасте 77 лет.